# Didymoglossum
Didymoglossum es un género de helechos perteneciente a la familia Hymenophyllaceae. El género fue presentado por Nicaise Augustin Desvaux y publicado en  Mémoires de la Société Linnéenne de Paris  6: 330. 1827. LT designated by Christensen, Index Fil. 14 en el año 1906.

## Especies seleccionadas
- Didymoglossum acanthoides Bosch
- Didymoglossum aculeatum 	(J.Sm.) Bosch
- Didymoglossum affine 	Bosch
- Didymoglossum alatum 	(Schkuhr) C.Presl